# Нове Щепанково
Нове Щепанково (пол. Nowe Szczepankowo) — село в Польщі, у гміні Сміґель Косцянського повіту Великопольського воєводства.
Населення — 78 осіб (2011).
У 1975-1998 роках село належало до Лешненського воєводства.

## Демографія
Демографічна структура станом на 31 березня 2011 року:
|          | Загалом | Допрацездатний вік | Працездатний вік | Постпрацездатний вік |
| -------- | ------- | ------------------ | ---------------- | -------------------- |
| Чоловіки | 37      | 10                 | 24               | 3                    |
| Жінки    | 41      | 7                  | 27               | 7                    |
| Разом    | 78      | 17                 | 51               | 10                   |